# Nyssocarinus
Nyssocarinus is een kevergeslacht uit de familie van de boktorren (Cerambycidae). De wetenschappelijke naam van het geslacht werd voor het eerst geldig gepubliceerd in 1960 door Gilmour.

## Soorten
Nyssocarinus omvat de volgende soorten:
- Nyssocarinus bondari (Melzer, 1927)
- Nyssocarinus humeralis Monné, 1985
- Nyssocarinus vittatus Gilmour, 1960